# Islote Diana
Die Islote Diana (spanisch) ist eine kleine Insel im Palmer-Archipel westlich der Antarktischen Halbinsel. In der Gruppe der Melchior-Inseln ist sie neben der Islote Nancy eine der beiden Inseln am westlichen Ende der Omikron-Inseln.
Argentinische Wissenschaftler benannten sie. Namensgeber ist die Diane, eines der Schiffe der Dundee Whaling Expedition (1892–1893).